# Crayon Shin-chan
Crayon Shin-chan (クレヨンしんちゃん), ou apenas Shin-chan é um desenho animado japonês escrito e ilustrado por Yoshito Usui. A série conta o cotidiano de um garoto de cinco anos chamado Shinnosuke Nohara, e sua família, vizinhos, professores e amigos. A história se passa em Kasukabe, província de Saitama, Japão. Sua publicação se iniciou em 1990 na revista semanal japonesa chamada Manga Action, publicada pela Futabasha
Sua adaptação em anime iniciou-se em 13 de abril de 1992, na TV Asahi, onde é exibido até hoje, completando trinta anos de Shin-chan na televisão, sendo considerada uma das séries de animação mais longas do mundo, com mais de 800 programas (aproximadamente 2000 episódios) e constantemente é uma das séries de anime com maior audiência no Japão.
Na maioria das vezes, as histórias do anime são adaptadas das histórias do mangá, porém são suavizadas para a televisão. Apesar disso, o personagem Shin-chan é considerado pelos pais japoneses um "mau exemplo" para algumas pessoas mas na verdade o desenho mostra que todas as crianças são difíceis de cuidar e que no fundo elas são meigas e simpáticas, como é mostrado em alguns episódios. Normalmente os pais acham que o desenho é uma má influência para as crianças.
No Brasil o anime foi inicialmente exibido pela Fox Kids em 2003, em uma versão com alguns cortes, censuras, e adaptações feitas pela distribuidora norte-americana Vitello Productions e Phuuz Entertainment, Ianc.. Mais tarde, o anime foi retirado do canal, por ser considerado impróprio ao público alvo. Em 2005, a mesma versão do anime volta a ser exibida, agora pelo canal pago Animax.
No canal, as vinhetas do anime são exibidas como "A gente adora perturbar!", uma referência do bloco Não Perturbe! da FOX, provavelmente por que Shin-chan segue o mesmo estilo dos programas animação humorística para adultos exibidos lá. Até pouco tempo, por exemplo, Os Simpsons e Shin-chan eram exibidos no mesmo horário.
Em Portugal, o anime foi exibido originalmente por volta de 2003 na SIC com os cortes, adaptações e censura da Vitello Productions e Phuuz Entertainment, Inc.. No dia 20 de outubro de 2009, o anime voltou a ser exibido, desta vez no Animax, sob a distribuição da empresa espanhola Luk Internacional, com uma nova dobragem e totalmente sem censura. Após a extinção do canal em 2011 e a sua substituição pelo AXN Black, o anime voltou a deixar de ser emitido. Mais tarde, voltou a ser exibido em 4 de maio de 2013, desta vez no Biggs, com a dobragem do Animax. O anime deixou o Biggs desde dia 16 de dezembro de 2016 sendo a partir de agora apenas acessível através do canal de YouTube "O Oficial Shin chan", sendo postado 1 episódio novo semanalmente e por vezes de forma esporádica. O mesmo foi feito no canal de YouTube "O Oficial Doraemon" com os animes de 2005 e de 1979. Em 28 de junho de 2021, o anime regressou à televisão portuguesa no Fox Comedy com 8 episódios estreados anteriormente no canal de YouTube "O Oficial Shin chan" (atualmente "Shin chan em Português") e mais novos episódios e nos horários definidos: de manhã às 10h e às 10h20 com a mesma dobragem portuguesa usada anteriormente no Animax e no Biggs e de tarde às 15h05 e às 15h35 com o áudio original em japonês em legendagem portuguesa. A partir de 9 de agosto de 2021, o anime passou a ser exibido nesse canal só na versão dobrada tanto de manhã como de tarde. A partir de 27 de setembro de 2021, o canal de YouTube "Shin chan em Português" começou a postar de segunda à sexta os episódios deste anime e mais tarde voltou a postar 1 episódio novo semanalmente a partir de 24 de novembro de 2022. 

## Personagens

### A família Nohara
- Shin-chan ou Shinnosuke Nohara (seu nome verdadeiro) é um garoto de 5 anos, mas com a linguagem de um adulto. Ele diz coisas que ninguém da sua idade seria capaz de dizer. Shin-chan é louco por, principalmente, três coisas: atormentar todas as pessoas à sua volta, sejam elas conhecidas ou não (embora isso faça parte da ingenualidade comum às crianças de sua idade); comer biscoitos de chocolate; e principalmente se apaixonar por garotas mais velhas. Além disso, Shinnosuke criou uma dança exclusiva: a famosa "Dança da Bundinha Peladinha" ("Dança do Rabo" versão portuguesa emitida no Animax, Biggs e Fox Comedy), a qual se consiste em abaixar suas calças nas situações mais impróprias possíveis e começar a dançar. Seu herói preferido, Muchacho Mascarado (Ultra-Herói na versão portuguesa emitida no Animax, Biggs e Fox Comedy e na edição brasileira do mangá), a quem assiste todas as tardes, é um dos ídolos preferidos das crianças do desenho, tendo vários produtos seus sendo vendidos, desde palitinhos de arroz a figurinhas. Shin-chan é um miúdo problemático e é a personagem principal da série. Apesar de todas as suas traquinices, no fundo é bom menino.

- Mitsy (na versão brasileira) ou Misty (na versão portuguesa emitida na SIC) (Misae no original e na versão portuguesa emitida no Animax, Biggs e Fox Comedy)

É  a mãe da família. É doméstica, destemida e adora dormir sestas e forreta. É quem o garoto dá muito trabalho.
- Harry (Hiroshi no original e na versão portuguesa emitida no Animax, Biggs e Fox Comedy)

É o pai da família. Trabalha num escritório, é fumador e pinga-amor. Têm 'ataques' frequentemente por causa de seu filho, considerado por muitos uma peste.

### Os colegas da Escolinha Futaba
Os estudantes da Escolinha Futaba (Jardim de Infância Coelhinho Feliz na versão brasileira ou Colégio Coelhinho/Escola do Coelhinho na versão portuguesa emitida na SIC, Escola de Futaba na versão da Luk Internacional, escola que Shin-chan frequenta), na Classe dos Girassóis (Turma dos Girassóis na versão da Luk Internacional, turma que Shin-chan pertence) mais conhecidos são: Nini (Nené no original), a única garota entre eles; Cosmo (Kazama no original), um garoto prodígio e riquíssimo; Max (Masao no original), que é o medroso do grupo e melhor amigo de Shin; e Bo (Boo-chan no original), que está sempre com o nariz escorrendo e é tão "cabeça-oca" quanto Shin-chan.
- Nini (Nené no original e na versão portuguesa da Luk Internacional)

É uma amiga da turma do Shin-chan tendo também 5 anos. e também do seu grupo. Ela acha que tem uma mãe simpática mas a mãe irrita-se com o Shin-chan. Ninguém sabe o que a Nené esconde, mas ela tem uma grande paixão pelo Shin-chan. É muito feminina e bonita. Num filme do Shin-chan ela tem coragem.                                                                                                                                                                                                 
- Cosmo (Kazama no original e na versão portuguesa da Luk Internacional)

Ele também tem 5 anos e é outro colega da turma e do grupo do Shin-chan. Ele é o mais inteligente do grupo e o mais convencido, irrita-se sempre com o Shin-chan. Ás vezes o Kazama irrita a professora com as suas conversas. Ele anda na academia de Inglês e ele está quase sempre a falar da sua riqueza. 
- Max (Masao no original e na versão portuguesa da Luk Internacional)

Ele tem 5 anos e anda no mesmo grupo e turma do que o Shin-chan. Ele é muito chorão e ninguém o percebe. Ele adora o Ultra-Herói , biscoitos de chocolate e batatas fritas. O seu cabelo é azul e é muito curto. Tem medo de muito coisa. Mas quando é para falar com uma menina encoraja-se. Ele é estranho. 
- Bo (ou Boo-chan no original e na versão portuguesa da Luk Internacional)

Outro miúdo que tem 5 anos, e também anda na mesma turma e grupo do que o Shin-chan. Ele está sempre com o nariz escorrendo. Também adora o Ultra-Herói.

## Mangá
O mangá foi publicado semanalmente na revista semanal Weekly Action desde 1992. Também foram publicadas agora por 49 volumes de 200 páginas no Japão. Desde Novembro de 2008, o formato mangá foi relançado no Japão.
Com a morte de Yoshito Usui em 11 de Setembro de 2009, alguns volumes póstumos foram lançados no Japão até a edição de Março de 2010 da Weekly Action.

## Anime
No Japão a série está no ar desde 1992 na TV Asahi, com capítulos semanais que duram em média de 2 a 3 partes, que continuam até hoje. Já formam transmitidos mais de 930 episódios. Fazem parte temporada regular dezenas de especiais e filmes. Hoje, Shin-Chan é um elemento do cotidiano japonês e se tornou um ícone atual.
Inicialmente, o conteúdo da série foi fiel ao roteiro original do mangá, mas de forma gradual e sob influência da emissora e do horário (imediatamente após Doraemon, que é uma série que é referência para crianças), o conteúdo foi alterado e se tornando mais leve, mantendo a rebeldia que o caracteriza.

## Críticas e controvérsias

### Moralidade e indecência
A série Shin-chan é bastante bem recebida por todos os jovens públicos japoneses e internacionais. No entanto, por sua natureza, muitas vezes é considerado obsceno e "indecente". Muitos pais já apresentaram reclamações e os canais de televisão internacionais foram forçados a editar ou cancelar a transmissão da série. "The Guardian" explica que "com a sua inclinação para a lua [...] Shin-chan sempre foi admirado pela juventude japonesa e muitas vezes chocou seus pais por mais de duas décadas". "
A "Common Sense Media" classifica a versão americana do anime para aqueles com mais de 13 ou 14 anos de idade, observando que "os pais precisam saber que mesmo que esta série seja sobre um garoto de 5 anos de idade, contém humor satírico, algumas referências sexuais e insultos frequentes e moderados - em outras palavras, torna uma série ideal para adolescentes [...] E o personagem principal tem um comportamento insalubre".
O programa tem sido criticado e interrompido em vários países. Em Espanha, o anime foi alvo de proporções que chegaram em 2003 a um debate político, devido aos horários de transmissão. O Brasil proibiu-o nos canais infantis em 2004, por ser inadequado para crianças.

### Televisão
Em 27 de novembro de 2016, o canal português Biggs retransmitiu um segmento de um episódio chamado "O Papá Ainda Está Internado" (título em Portugal) que gerou polémica entre pais e educadores. A Entidade Reguladora para a Comunicação Social (ERC) analisou o episódio e as polémicas em questão e abriu uma deliberação. Neste episódio em particular, houve uma cena considerada abuso infantil e pornografia, que envolvia Shin-chan a ter o ânus examinado por três enfermeiras. A entidade chegou a dar ordem que a série podia continuar a ser transmitida, mas apenas depois das 22h30. O canal continuou a exibir alguns episódios depois do acontecido, com a série sendo cancelada pouco tempo depois. O mesmo episódio foi depois publicado no canal de YouTube "Shin chan em Português", sem a cena polémica.   

## Prémios
Shin-chan ficou em 2001 em 78º lugar nas 100 melhores séries de animação japonesas favoritas. No mesmo top 100, ele alcançou o 16º lugar em 200550.  Shin-chan também alcançou em 2002 o top 25 em Animefringe51. Em 2002, Crayon Shin-chan foi recompensado pela divisão cultural japonesa. Em 2003, Crayon Shin-chan foi homenageado no Festival Anime Internacional de Tóquio na categoria anime. Em 2004, o personagem de Shin-chan é homenageado na cidade japonesa de Kasukabe. 